# Chiva (hudební skupina)
Chiva byl švýcarský darkwave/doom metalový hudební projekt založený v roce 1996 ve městě Sion kytaristou Phillippem „Chiva“ Riandem působícím tou dobou ve švýcarské doom/deathmetalové kapele Sadness.
Debutové a zároveň jediné studiové album s názvem Oracle Morte vyšlo v roce 1996 na CD u vydavatelství Witchhunt Records. Polská firma Mystic Production jej v témže roce vydala na audiokazetě. Obsahuje čtyři pomalé ponuré skladby, na nichž vokály a veškeré nástroje obstaral Phillippe Riand sám.
Podle Phillippa „tento projekt zůstává paralelní s mou kapelou Sadness, je to jen touha realizovat své osobní dílo prostřednictvím jiné a majestátní hudby.“ Inspirací byla kapela Celtic Frost.

## Diskografie
Studiová alba
- Oracle Morte (1996)[1][2]

## Seznam skladeb
Oracle Morte (1996)
1. Fire and Ice – 8:39
2. Noces noir – 7:00
3. Ifoss – 9:10
4. Prelude à la nuit – 5:15

Celková délka: 30:04